# 九龍巴士3號線
九龍巴士3線是香港九龍的一條已取消巴士路線。

## 歷史

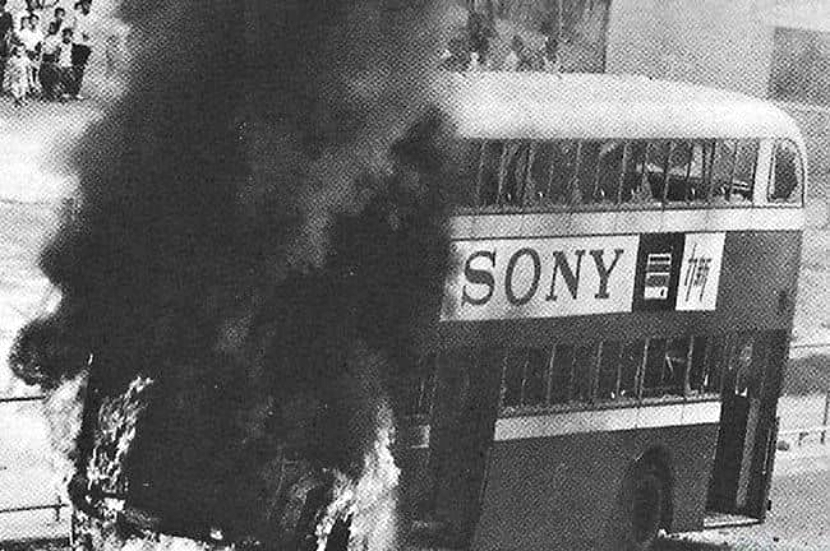
服務九巴3號線的一輛雙層巴士（AD4871），於1967年5月12日在東頭村道停泊期間遭到鬥委會暴徒縱火焚毀

- 1950年8月3日，路線投入服務，當時是來往佐敦道碼頭至九龍城。
- 1958年，配合黃大仙入伙，本線搬往位於清水灣道的九龍城總站。
- 1960年，清水灣道的九龍城總站改名為竹園。
- 1963年，竹園總站遷往衍慶街總站。
- 1967年5月，鬥委會發起六七暴動並指揮暴徒縱火及燒巴士，服務本線的雙層巴士亦遭到左派暴徒焚毀[1]，3號線停駛直至12月2日。
- 1970年7月1日，九巴取消所有路線分段收費。
- 1985年5月31日，竹園總站改名為黃大仙。
- 1987年3月30日，路線延長為來往佐敦道碼頭至鑽石山地鐵站。
- 1991年，因應原總站改建為龍蟠苑第三期，鑽石山地鐵站總站遷往龍蟠街（現鑽石山鐵路站總站）外
- 1994年，鑽石山地鐵站總站遷往鳳德道（現龍蟠苑站位）
- 1996年11月10日，九巴3號線因地鐵觀塘綫於1979年通車後客量大減取消服務，並以10號線改為循環線取代。

## 行車路線

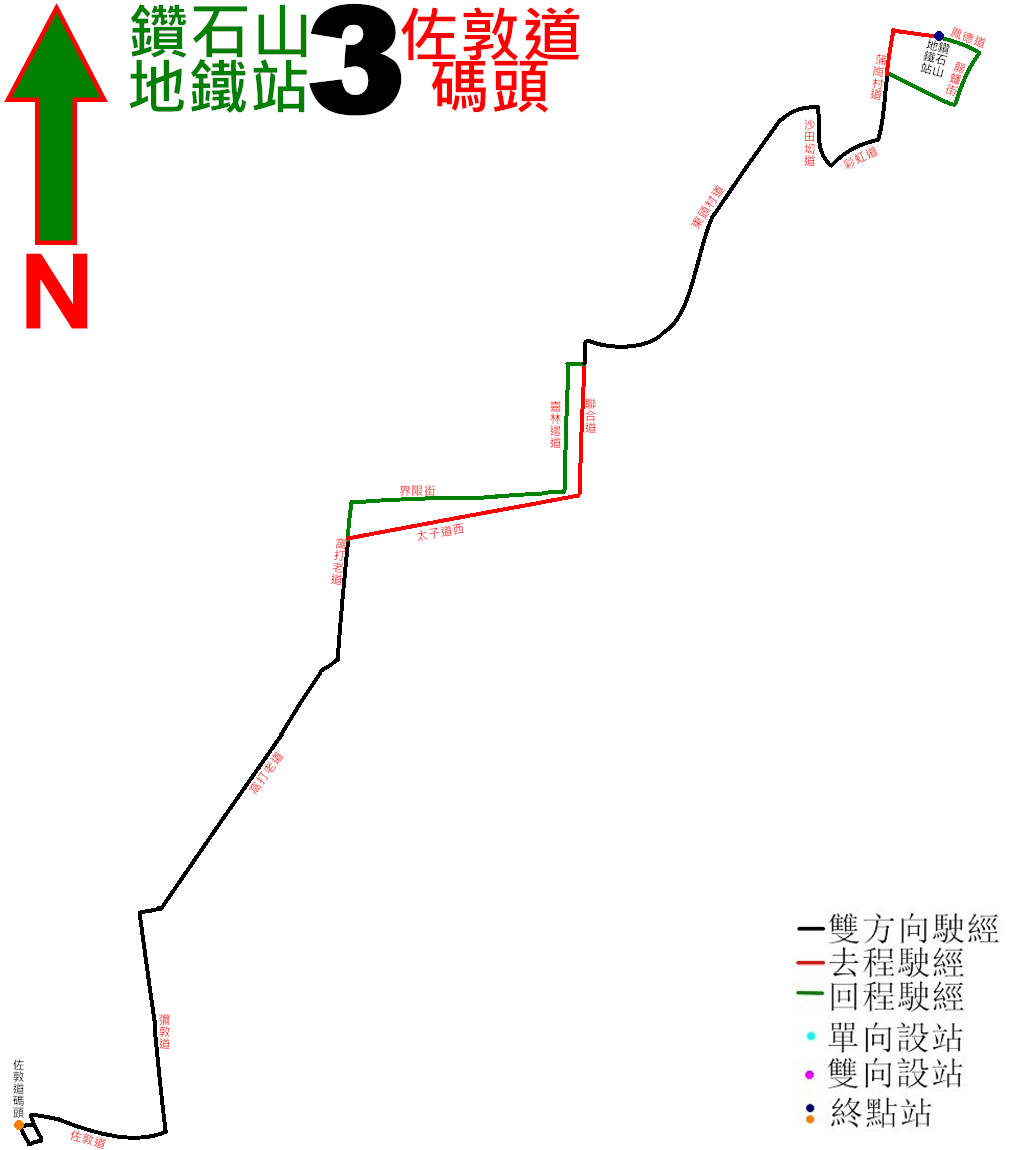
3路公車取消前的走線圖

往佐敦道碼頭：鳳德道，蒲崗村道，彩虹道，沙田坳道，東頭村道，聯合道，太子道西、窩打老道、彌敦道及佐敦道。
往鑽石山地鐵站：途經佐敦道、彌敦道、窩打老道、界限街、嘉林邊道、東寶庭道、聯合道、東頭村道、沙田㘭道、彩虹道、蒲崗村道、蒲崗村道支路、龍蟠街及鳳德道。

## 服務時間及班次
| 3號線停辦前的時間表       | 3號線停辦前的時間表         | 3號線停辦前的時間表 |
| ------------------------- | --------------------------- | ------------------- |
| 服務時間 （佐敦道碼頭開） | 服務時間 （鑽石山地鐵站開） | 班次 （分鐘）       |
| 平日                      |                             |                     |
| 05:40-00:00               | 06:12-00:39                 | 15-25               |
| 假日                      |                             |                     |
| 05:40-00:00               | 06:12-00:39                 | 17-25               |